# 海口庄長官舍
海口庄長官舍是位在中華民國臺灣省雲林縣臺西鄉的歷史建築，建於日治時期的昭和12年（1937年）。其風格偏向日式，材質為檜木，建築前有兩棵榕樹。現為台西海口故事屋。

## 歷史
海口庄長宿舍在昭和12年（1937年）8月14日完工，是日籍海口庄第三任庄長相本伊作在臺住所。民國34年（1945）起因中華民國接收臺灣、行政區劃更動，改稱「海口鄉鄉長宿舍」。當時宿舍沒有水塔、車庫以及儲藏室等附屬構造物，屋外地面皆為泥土，較現在不同。
1950年區劃重劃，海口鄉拆分為臺西鄉、東勢鄉後，此建築物作為臺西鄉歷任鄉長官邸。惟後來鄉長皆為當地人，上任後仍居於自家，遂此官邸逐漸閒置，後來更成為鄉公所放置垃圾子車、廚餘桶之處，環境雜亂。
近年來，配合中華民國政府政策，臺西鄉推動社區總體營造，曾由「臺西活力海岸工作隊」、「臺西藝術協會」進駐。2006年登錄為雲林縣文化資產。2015年3月15日，雲林縣政府啟動修復工程，預定將作為新住民故事館使用。同年9月19日，縣府利用千斤頂將其抬高70公分，以杜絕水患。
2019年6月8日，修復完成的建築變成台西海口故事屋，開幕時由當地出身的服裝設計師林國基策畫娃娃玩具展。

## 建築
海口庄長宿舍是一棟僅有一層的瓦頂檜木建築，格局為傳統日式住宅空間。

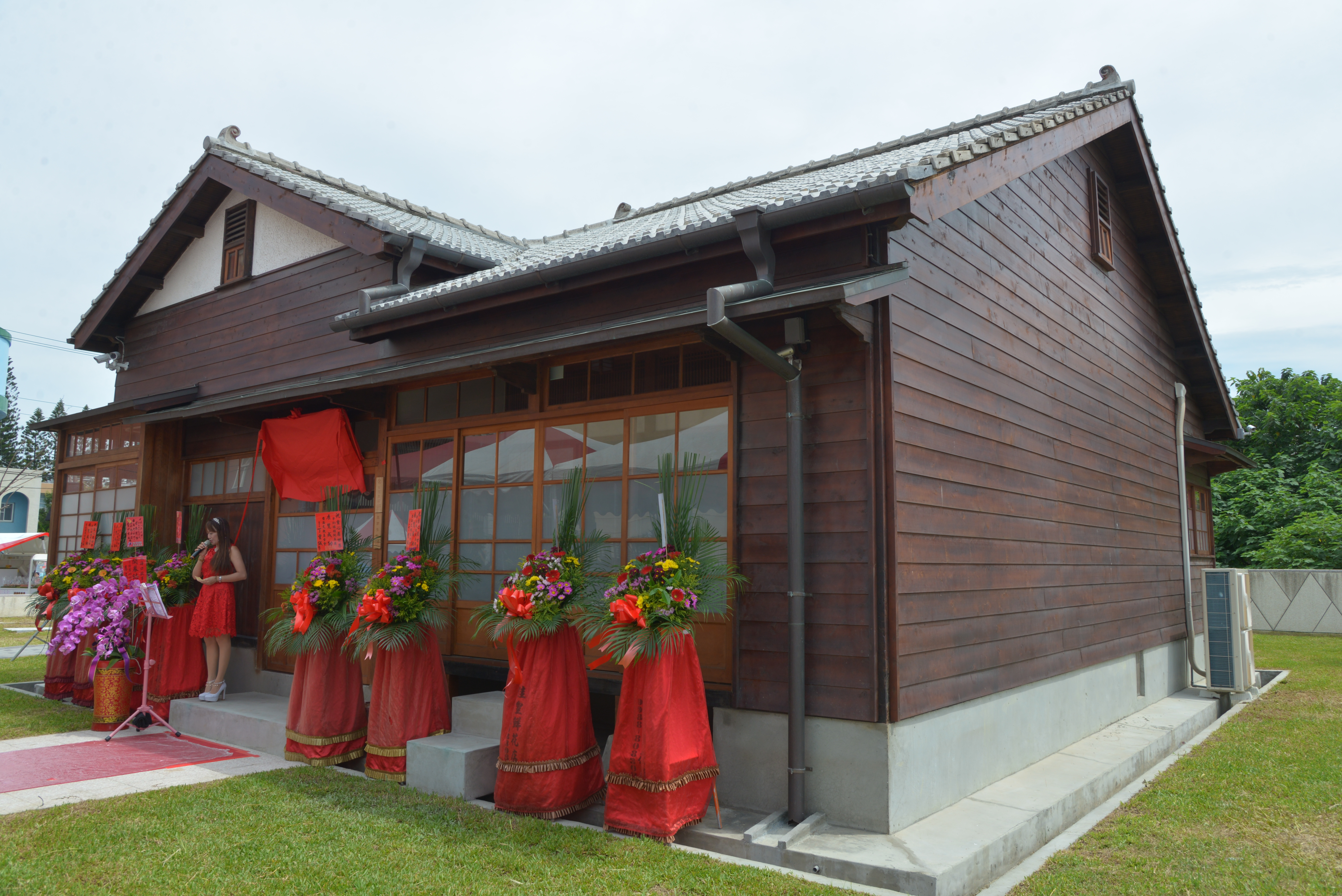
台西海口故事屋（攝於2019年）
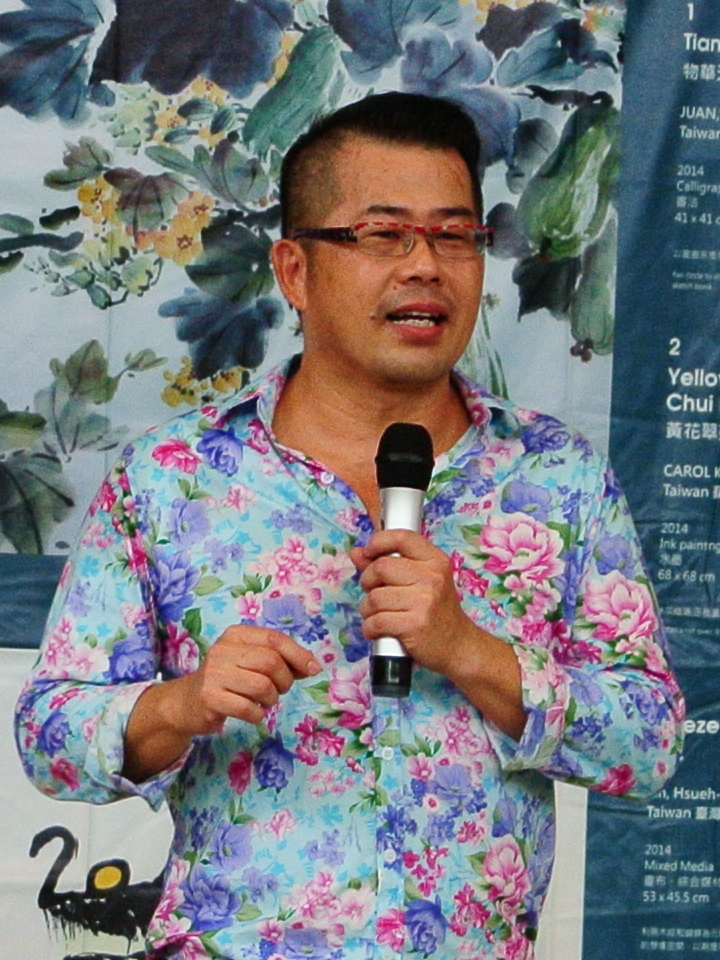
服裝設計師林國基於開幕策展
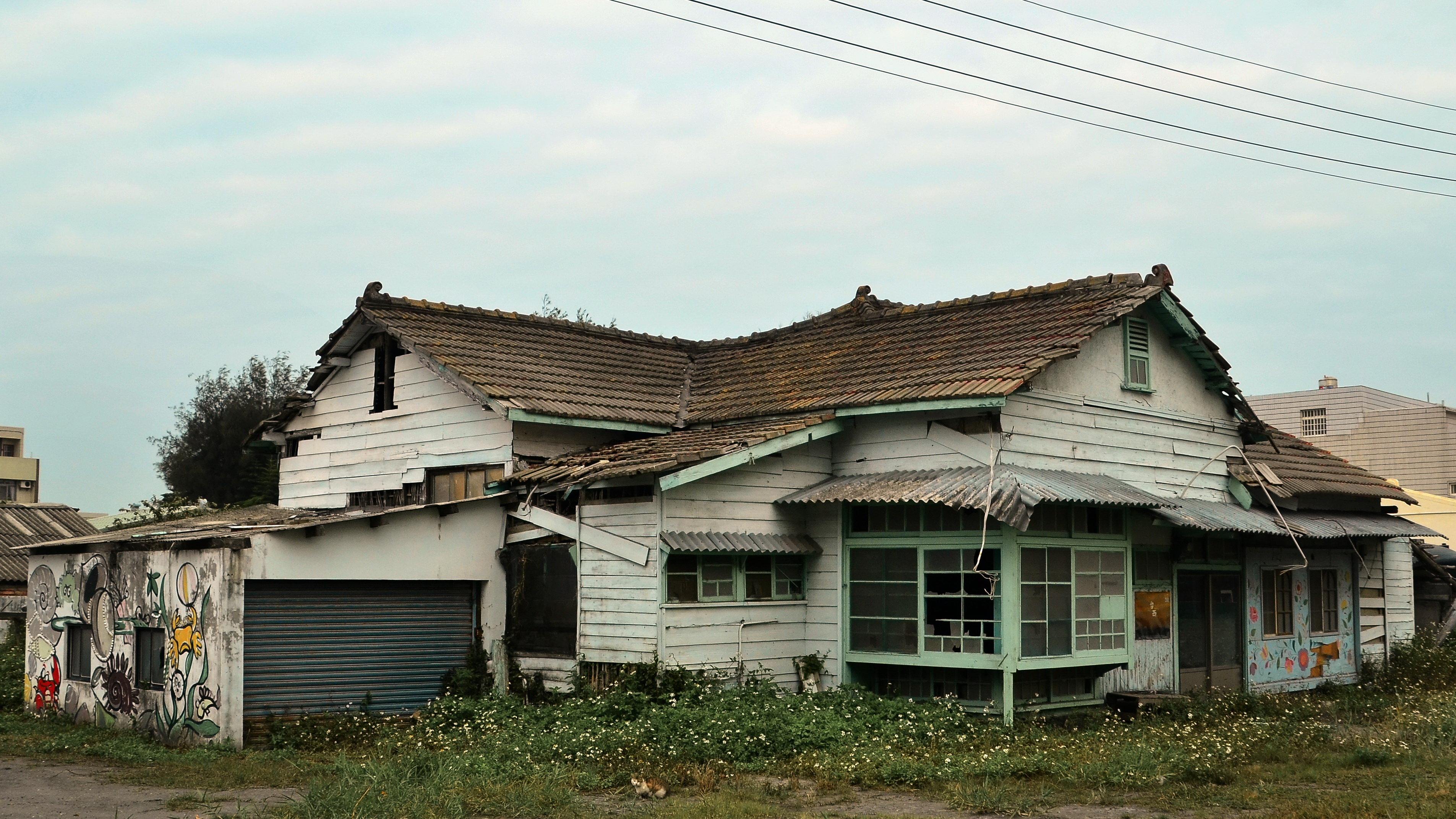
海口庄長宿舍（整修前）
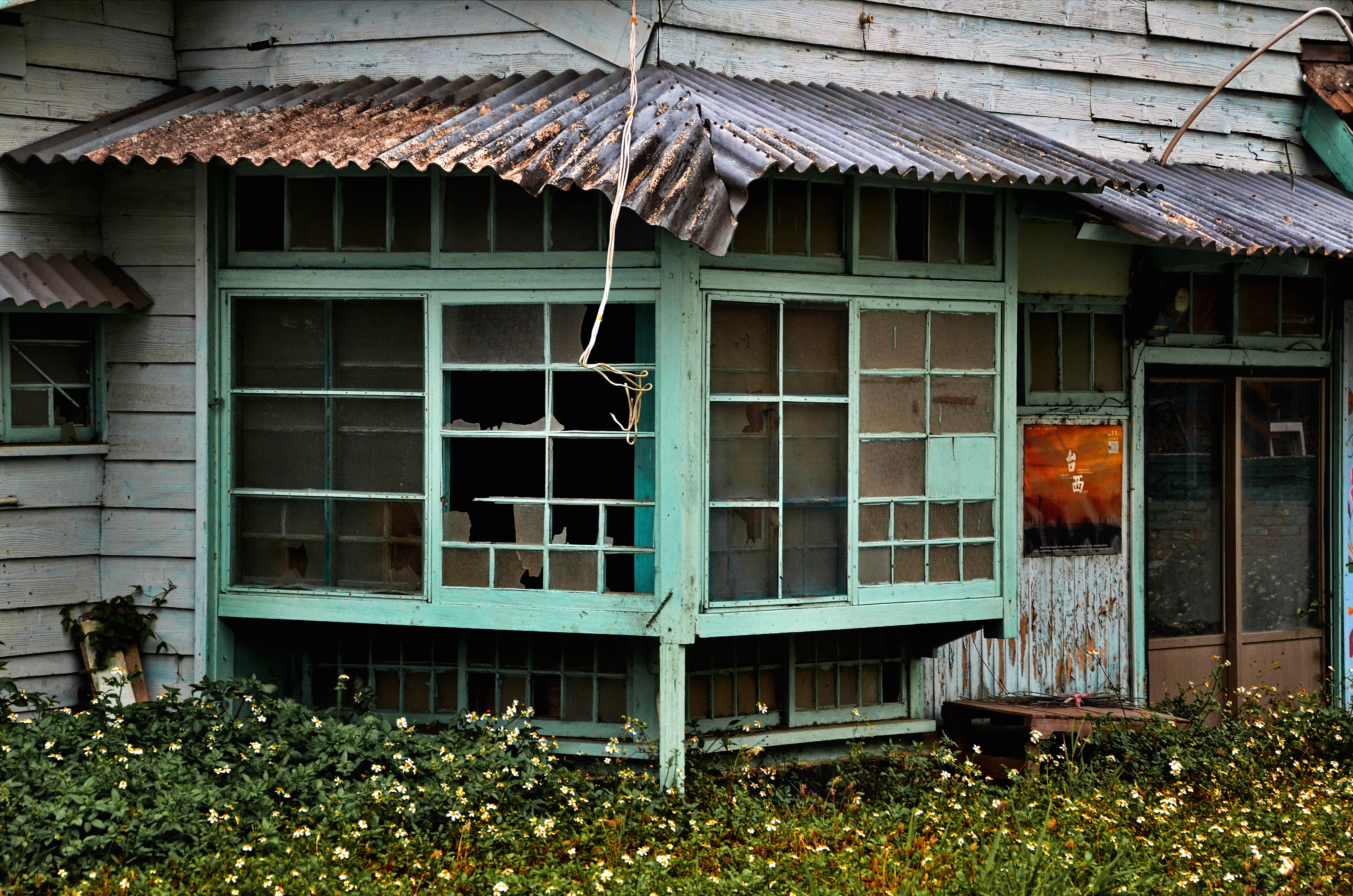
海口庄長宿舍（整修前）